# Station Schmalkalden
Station Schmalkalden is een spoorwegstation in de Duitse plaats Schmalkalden. Het station werd in 1874 geopend.